# Jean-Félix Mamalepot
Jean-Félix Mamalepot (28 décembre 1940 - 12 décembre 2012) était un banquier du Gabon qui fut gouverneur de la Banque des États de l'Afrique centrale (BEAC) de 1990 à 2007.

## Vie et carrière
Mamalepot est né à Mbabiri dans la province du Haut-Ogooué au Gabon;  il était membre du Kota (peuple). Il a fait ses études en France, au centre d’études financières, économiques et bancaires (CEFEB) et de l’Ecole supérieure des sciences commerciales appliquées. Il a rejoint la Banque Centrale des Etats de l'Afrique Centrale et du Cameroun à Paris en 1968, ensuite affecté au Tchad et au Cameroun. En 1970, il rejoint la Banque Gabonaise de Développement à Libreville comme Directeur Général Adjoint puis comme Directeur Général, poste qu'il occupe jusqu'en 1990.
Mamalepot a été précédé a la tête de la BEAC par Casimir Oyé-Mba. Appelé a prendre le poste de Premier ministre du Gabon, Mamalepot a été nommé conseiller financier au Premier Ministre. Mais Mamalepot est appelé le 24 juillet 1990 pour remplacer Oyé-Mba comme gouverneur de la BEAC. il a pris ce poste en octobre 1990. Son mandat à la BEAC a été renouvelé a plusieurs reprises, et il a gouverné avec un main de fer.
La Conférence des Chefs d'État de la Communauté économique et monétaire de l'Afrique centrale (CEMAC) a décidé de remplacer Mamalepot au poste de gouverneur de la BEAC en avril 2007. Il a été nommé Haut-Commissaire à la Présidence du Gabon, chargé de la création de la Zone Franche de l'île de Mandji — une zone économique spéciale sur l'île de Mandji à Port-Gentil — le 21 juin 2007. En 2009, Mamelepot est auditionné par les chef d'états de la zone sur les faiblesse qui ont permis un détournement conséquent de fonds de l'agence de la BEAC à Paris.
Par la suite, Mamalepot a été élu pour un mandat de trois ans à la présidence du Conseil d'administration de la Caisse nationale d'assurance maladie et de garantie sociale, le 26 novembre 2008. Il a été hospitalisé à Paris à l' hôpital Cochin en novembre 2012, et il est décédé à son domicile à Libreville le 12 décembre 2012. Cet architecte de la dévaluation du Franc CFA de 1994, et de la constitution de la Bourse mobiliêre de l'Afrique centrale, a laissé sa marque sur la région.